# 拉布罗斯-蒙索
拉布罗斯-蒙索（法語：La Brosse-Montceaux，法語發音：[la bʁɔs mɔ̃so] ⓘ）是法国塞纳-马恩省的一个市镇，属于普罗万区。

## 地理
拉布罗斯-蒙索（48°20'41"N, 3°1'9"E）面积12 平方千米，位于法国法蘭西島大區塞纳-马恩省，该省份为法国北部内陆省份，北起瓦兹省，西接埃松省、马恩河谷省、塞纳-圣但尼省和瓦兹河谷省，南至卢瓦雷省，东南接约讷省，东临马恩省和奥布省，东北接埃纳省。
与拉布罗斯-蒙索接壤的市镇（或旧市镇、城区）包括：居亚尔新城、巴尔贝、戛纳埃克吕斯、迪扬、埃芒、塞纳河畔马罗勒、蒙马舒。

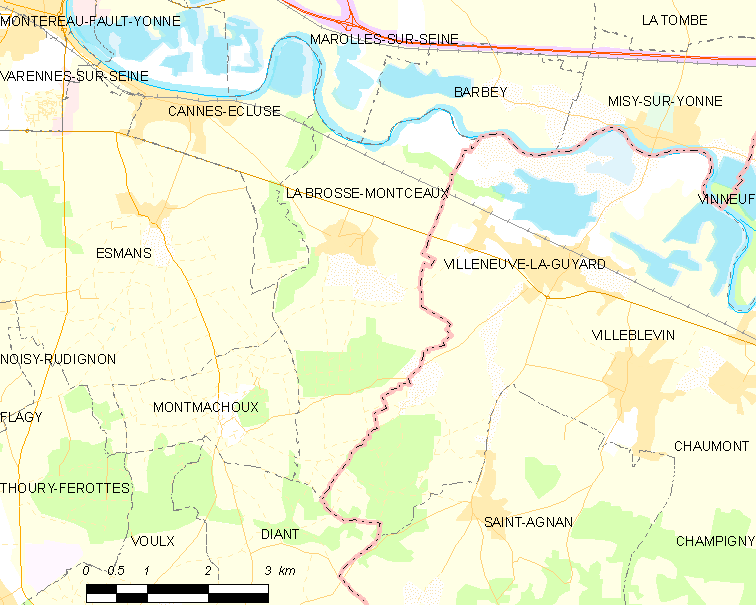
拉布罗斯-蒙索的OSM定位图

拉布罗斯-蒙索的时区为UTC+01:00、UTC+02:00（夏令时）。

## 行政
拉布罗斯-蒙索的邮政编码为77940，INSEE市镇编码为77054。

## 政治
拉布罗斯-蒙索所属的省级选区为蒙特罗福约讷县。

## 人口

1962-2008年间拉布罗斯-蒙索人口变化图示

拉布罗斯-蒙索于2022年1月1日时的人口数量为736人。